# L'Espelt
L'Espelt es una localidad española del municipio de Ódena, perteneciente a la provincia de Barcelona, en la comunidad autónoma de Cataluña.

## Historia
Hacia mediados del siglo XIX, el lugar, por entonces ya perteneciente a Ódena, tenía contabilizada una población de 66 habitantes. La localidad aparece descrita en el séptimo volumen del Diccionario geográfico-estadístico-histórico de España y sus posesiones de Ultramar de Pascual Madoz de la siguiente manera:

ESPELT: cuadra en la prov., aud. terr., c. g. de Barcelona (8 leg.), part. jud. de Igualada (1), adm. de rent. de Villafranca de Panadés (6), dióc. de Vich, y ayunt de Odena. sit. en un llano elevado, con buena ventilacion y clima saludable. Tiene una igl. parr. (Sta. Maria Magdalena) aneja de la del l. de Odena, con el cual confina el térm., y con Rubio, Copons y montañas de Monserrat; á los monges de este título, pertenecía una ermita dedicada á San Jaime, que se halla sit. en una altura, junto á la carretera de Barcelona; y en ella se celebraba misa para los vec. de muchas casas de campo que hay en sus contornos; una de estas nombrada la Rochela está próxima á dicha ermita, habia una fuente llamada del Poal, que tomó el ayunt. de Igualada para surtir de aguas potables la v. El terreno es de mediana calidad, y mucha parte montuoso; le fertiliza el r. Noya, cuyas aguas mueven las ruedas de 3 molinos harineros: le cruzan varios caminos locales y la carretera mencionada. prod.: trigo, legumbres, bastante vino y algun aceite; cria ganado y caza de distintas especies. pobl.: 20 vec. 66 alm. cap. prod.: 618,400 imp.: 15,460.
(Madoz, 1847, p. 565)

En 2022, la entidad singular de población tenía empadronados 332 habitantes y el núcleo de población 269 habitantes.